# Dendryphantes patagonicus
Dendryphantes patagonicus är en spindelart som beskrevs av Eugène Simon 1905. 
Dendryphantes patagonicus ingår i släktet Dendryphantes och familjen hoppspindlar. Inga underarter finns listade i Catalogue of Life.